# Karen Cashman
Karen Cashman (ur. 15 grudnia 1971 w Plymouth) – amerykańska łyżwiarka szybka, specjalistka short tracku, brązowa medalistka olimpijska (1994), brązowa medalistka mistrzostw świata (1996).

## Życiorys
Na początku kariery uprawiała łyżwiarstwo figurowe. Dwukrotnie została najlepszą zawodniczką juniorskich mistrzostw Nowej Anglii.
W 1994 roku zdobyła brązowy medal olimpijski w sztafecie kobiet na 3000 m w short tracku podczas igrzysk w Lillehammer. Wraz z nią w amerykańskiej sztafecie wystąpiły Amy Peterson, Cathy Turner i Nikki Ziegelmeyer. Amerykanki w półfinale uzyskały czas 4:35,52, który dał im drugie miejsce (za Chinkami) i awans do finału. W nim osiągnęły rezultat 4:39,34, który pozwolił na zajęcie trzeciego miejsca (za Koreankami i Kanadyjkami).
W kwietniu 1994 roku zajęła 22. miejsce w rywalizacji indywidualnej podczas mistrzostw świata w Guildford. W marcu 1995 roku wystąpiła na mistrzostwach świata w Gjøvik, podczas których zajęła 9. miejsce w biegu na 1500 m, 13. w biegu na 500 m i 22. na 1000 m. W marcu 1996 roku zdobyła brązowy medal mistrzostw świata w Hadze w rywalizacji sztafet. W amerykańskim zespole wystąpiły z nią Amy Peterson, Erin Porter, Julie Goskowicz i Erin Gleason.
W marcu 1994 roku zajęła 4. miejsce w drużynowych mistrzostwach świata w Cambridge. W marcu 1996 roku zdobyła brązowy medal drużynowych mistrzostw świata w Lake Placid, występując z Amy Peterson, Erin Porter, Julie Goskowicz i Erin Gleason.